# John Dundas Cochrane
Pour les articles homonymes, voir John Cochrane et Cochrane.
John Dundas Cochrane né en 1793, d'origine écossaise et mort le 12 août 1825 à  Valencia en  Colombie, est un officier  de la marine de guerre britannique devenu à la fin des guerres napoléoniennes un voyageur et un explorateur.

## Biographie
J. Cochrane, petit-fils du  8e comte de Dundonald, cousin de l'amiral Thomas Cochrane, neveu de l'amiral Alexander Cochrane, s'est engagé à l'âge de 10 ans dans la marine de guerre anglaise (chose courante à l'époque). Il a donc participé à toutes les grandes campagnes militaires de l'époque. Surnommé le Voyageur pédestre par les Français en raison de son choix d'effectuer ses voyages uniquement à pied sans utilisation d'autres moyens de déplacement, il traversa d'abord la France, l'Espagne, le Portugal. À son retour en Angleterre, il forma le projet d'effectuer le tour du monde par l'est, toujours à pied, en traversant la Sibérie et le détroit de Béring pour rejoindre le continent américain. Parti de Londres à pied, il dût s'arrêter au Kamtchatka et retourna alors en Angleterre. Commencé en 1820, ce voyage dura 3 ans. J. Cochrane en écrivit le récit et repartit ensuite immédiatement pour un autre voyage en Amérique du Sud avant même sa publication. Il parcourut alors la Colombie avant de mourir de la fièvre dans la localité de Valencia.

## Vie de famille
Arrivé à l'extrémité orientale de la Sibérie au cours de sa marche vers l'est dans le cadre de son projet de tour du monde, il rencontre et épouse une Kamtchadale (l'annotateur de la 3e édition de son Pedestrian Journey, publiée en 1829, affirme toutefois qu'il s'agissait de la fille du gouverneur russe du Kamtchatka, le capitaine Ricord), qu'il ramène en Angleterre en 1823. Après son décès, celle-ci, installée à Kronstadt, poursuivra sa vie avec un amiral russe.

## Citations
- Lorsque J. Cochrane revient de son périple sibérien, il note :

« Après être descendu des montagnes de l'Oural par le côté ouest, je me retrouvai bientôt en Europe. (...) Les sensations que j'avais éprouvées en quittant le quart du globe le plus favorisé n'étaient rien en comparaison de celles que je ressentais à présent. Je pensais alors que j'allais seulement vers la misère, le vice et la cruauté, alors que je savais maintenant que je quittais la patrie de l'humanité, de l'hospitalité et de la gentillesse. »

« Les environs de Moscou montrent combien il est absurde de croire que l'approche de la civilisation est synonyme de bonheur. Les gens sont plus revêches, les articles courants plus chers, l'hospitalité fait place à un appétit vorace du gain (...). »

- Dans la conclusion de son récit, J. Cochrane écrit :

« Je suis convaincu que la compassion est la caractéristique dominante de l'homme qu'on dit barbare et que cet homme à l'état naturel donnera volontairement et gracieusement le pain au désespéré. Je suis certain que l'homme est réellement humain et donnera davantage de ce que lui dicte son bon cœur que sa vanité. J'ai reçu à manger d'une famille qui était presque affamée. J'affirme que ce peuple, qui est l'un des plus ignorants et incultes, est aussi l'un des plus accueillants et des plus amicaux. »

## Sources
- À l'exception des éléments concernant le voyage de J. Cochrane en Sibérie et qui sont issus du récit lui-même, l'essentiel des informations biographiques de cet article provient de l'Avant-propos à la 1re traduction française du récit rédigé par J. Cochrane ; les auteurs en sont  Françoise Pirart et Pierre Maury